# П'ятничко Стефан Васильович
Стефан Васильович П'ятничко (12 лютого 1959, с. Гниловоди, Тернопільська область — 23 січня 2023, м. Львів) — український оперний співак (баритон). Народний артист України (2006).

## Життєпис
Стефан П'ятнично народився 12 лютого 1959 року в селі Гниловоди, нині Гвардійське Золотниківської громади Тернопільського району Тернопільської области України.
Закінчив Львівське музично-педагогічне училище (1983), а опіся - вокальний факультет Львівської консерваторії (1988, клас професорів П. Кармалюка та О. Врабеля).
У 1988 році став лауреатом другої премії всесоюзного конкурсу «Нові імена» (Москва).
У 1989 році дебютував в опері «Украдене щастя» Ю. Мейтуса на сцені Львівського національного академічного театру опери та балету імені Соломії Крушельницької. Працював у Львівському національному академічному театрі опери та балету імені Соломії Крушельницької.
У 1991 році здобув перемогу на першому міжнародному конкурсі оперних співаків імені Соломії Крушельницької у Львові, а в 1993 році став лауреатом і призером міжнародного конкурсу вокалістів «Бельведере» у Відні (Австрія).
Концертно-камерний репертуар складається з арій, романсів, солоспівів, народних пісень української та світової класики, а також духовної музики, з яким гастролював у Польщі, Німеччині, Швейцарії, Франції, Австрії, Італії, Ватикані, Бельгії, США, Чилі.
В 1998 році австрійською фірмою ОRF записано і видано на СD оперу «Любов трьох королів» композитора І. Монтемецці, в якій С. П'ятничко виконав роль Манфредо.
У 2001 році вийшов у світ компакт-диск українських народних пісень «Думи мої думи», записаний у Києві з Національним оркестром народних інструментів під керівництвом народного артиста України, лауреата Державної премії імені Тараса Шевченка Віктора Гуцала і виданий у Канаді фірмою «Євшан».
У 2005 році українською студією «Саntilenа» на СD видано твори українських композиторів, виконані з «Галицьким камерним хором», диригент народний артист України В. Яциняк.
Записи українських народних пісень, солоспівів, арій та романсів у виконанні С. П'ятничка зберігаються у «Золотому фонді радіо» (колишнього СРСР), а також у фондах українського телебачення і радіо.
З 2008 по 2015 рік роботу в оперному театрі поєднував з викладацькою роботою на кафедрі сольного співу Львівської національної музичної академії ім. М. В. Лисенка.
Виступав в Австрії, Італії, Канаді, Німеччині, Польщі, Ватикані, Франції, Бельгії, Росії, Чилі, Швейцарії, США та інших країнах. Арії та пісні записані на радіо, телебаченні, компакт-дисках. 14 травня 2006 брав участь у мистецькій програмі «Тернопільська вечірка 2006» в Тернопільському академічному обласному драматичному театрі імені Тараса Шевченка.
С. П'ятничко неодноразово запрошувався на різноманітні конкурси співаків.
Як член журі брав участь у:
- І Всеукраїнському конкурсі молодих вокалістів І.Маланюк, 2007 рік, м. Івано-Франківськ;
- ІІ Всеукраїнському конкурсі молодих вокалістів Теодора Терен-Юськіва, 2008 рік, м.Львів;
- Всеукраїнському відбірковому конкурсі вокалістів "Марія Калас. Гран ПРІ" 2008 рік, м.Львів;
- ІV Міжнародному конкурсі оперних співаків ім. С.Крушельницької, 2009 рік, м.Львів;
- ІІІ Всеукраїнському конкурсі молодих вокалістів ім. Ірини Маланюк, 2011 рік, м.Івано-Франківськ.;
- ІV Міжнародному музичному конкурсі імені Миколи Лисенка, 2012 рік, м. Київ.
Випускники та студенти С.П'ятничка ставали лауреатами та дипломантами різноманітних конкурсів вокалістів.
У 2010 році журі Всеукраїнського конкурсу молодих вокалістів ім.Теодора Терен-Юськіва відзначило С.П'ятничка дипломом "За високу педагогічну майстерність".
Надавав фінансову допомогу для реконструкції церкви, впорядкування могили УСС у родинному селі.

## Партії
1. Жермон – «Травіата» Дж. Верді
2. Граф ді Луна – «Трубадур» Дж. Верді
3. Ріголетто – «Ріголетто» Дж. Верді
4. Франческо – «Розбійники» Дж. Верді
5. Ренато – «Бал-маскарад» Дж. Верді
6. Амонасро – «Аїда» Дж. Верді
7. Родріго – «Дон Карлос» Дж. Верді
8. Карло – «Сила долі» Дж. Верді
9. Сільвіо – «Паяци» Р. Леонкавалло
10. Манфредо – «Любов трьох королів» І. Монтемецці
11. Карло – «Аделія» Дж. Доніцетті
12. Енріко – «Лючія ді Лямермур» Дж. Доніцетті
13. Гурман – «Украдене щастя» Ю. Мейтус
14. Чуб – «Різдвяна ніч» М. Лисенко
15. Остап – «Тарас Бульба» М. Лисенко
16. Микола – «Наталка Полтавка» М. Лисенко
17. Хмельницький – «Богдан Хмельницький» К. Данькевич
18. Султан – «Запорожець за Дунаєм» Гулак Артемовський
19. Воєначальник – «Золотий обруч» Б. Лятошинський
20. Середній син – «Царівна жаба» Б. Янівський
21. Демон – «Демон» А. Рубінштейн
22. Алєко – «Алєко» С. Рахманінов
23. Роберт – «Іоланта» П. Чайковський
24. Онєгін – «Євгеній Онєгін» П. Чайковський
25. Моралес – «Кармен» Ж. Бізе
26. Офіцер – «Ріголетто» Дж. Верді
27. Комісіонер – «Травіата» Дж. Верді
28. Слуга – «Травіата» Дж. Верді
29. Герольд – «Отелло» Дж. Веді
30. Боярин – «Князь Ігор» А. Бородін
31. Опричник – «Царева наречена» М. Римський-Корсаков
32. Шароне – «Тоска» Дж. Пуччіні
33. Стрілець – «Царева наречена» М. Римський-Корсаков
34. Поет – «Мойсей» М. Скорик

## Нагороди та відзнаки
- переможець 1-го Міжнародного конкурсу оперних співаків ім. Соломії Крушельницької (1991, Львів);
- лауреат і призер 12-го Міжнародного конкурсу вокалістів «Бельведере» (1993, Відень, Австрія).
- заслужений артист України (12 квітня 1995) — за значний особистий внесок у збагачення культурно-мистецької спадщини народу  України, високу виконавську та професійну майстерність[2];
- народний артист України (23 березня 2006) — за вагомий особистий внесок у розвиток національної культури і  мистецтва, вагомі творчі здобутки і високий професіоналізм[3];